# Minute Man National Historical Park
Der Minute Man National Historical Park umfasst ein rund 4 km² großes Gebiet im Bundesstaat Massachusetts der Vereinigten Staaten, das seit 1966 als National Historical Park im National Register of Historic Places eingetragen ist, jedoch bereits seit dem 21. September 1959 besteht. In diesem Gebiet fanden die ersten Gefechte im Amerikanischen Unabhängigkeitskrieg statt, weshalb der Park für die Vereinigten Staaten eine hohe historische Bedeutung hat.

## Bestandteile des Parks

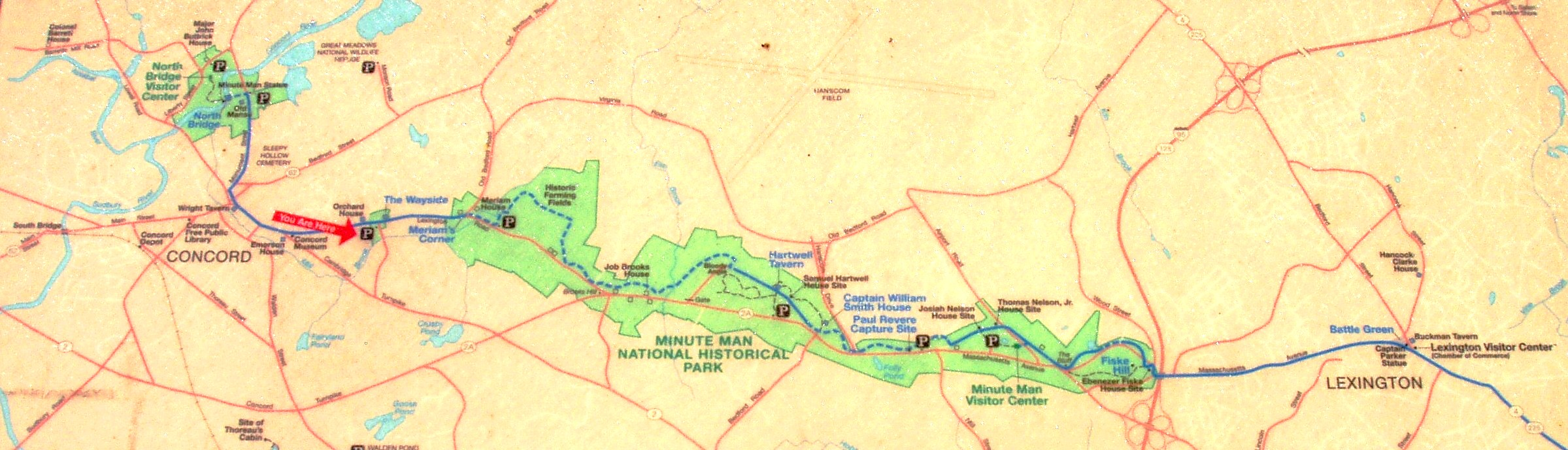
Karte des Parkgebiets

Der vom National Park Service (NPS) verwaltete Park erstreckt sich entlang der Massachusetts Route 2A zwischen Concord und Lexington sowie auf das Stadtgebiet von Lincoln und beinhaltet eine Vielzahl unterschiedlicher Sehenswürdigkeiten, insbesondere:
- The Wayside – Ehemaliges Wohnhaus der Schriftsteller Amos Bronson Alcott, Louisa May Alcott, Nathaniel Hawthorne und Margaret Sidney.
- Old North Bridge – Zentraler Schauplatz im Amerikanischen Unabhängigkeitskrieg, der die in den USA gebräuchliche Redewendung Shot heard 'round the world aufgrund eines Gedichts von Ralph Waldo Emerson prägte. Ebenfalls Standort eines von Daniel Chester French geschaffenen Statuen-Denkmals sowie eines Obelisk-Denkmals.
- Ca. 8 km langer „Battle Road Trail“ zwischen Lexington und Concord mit restaurierter kolonialer Anmutung. Ein Denkmal erinnert an den Ort der Gefangennahme von Paul Revere während seines Mitternachtsritts, und die Hartwell Tavern ist im Sommer regelmäßig Schauplatz von historischen Aufführungen.
- Lexington Battle Green – Gehört nicht zum vom NPS verwalteten Teil, aber zur Geschichte und war der Schauplatz der ersten Gefechte am 19. April 1775. Dort steht auch eine von Henry Hudson Kitson geschaffene Statue.